# 포르탈레그르현
포르탈레그르현(포르투갈어: Distrito de Portalegre 디스트리투 드 포르탈레그르[*], IPA: [puɾtɐˈlɛɣɾ(ɨ)])은 포르투갈 남부 알렌테주 지방에 위치한 포르투갈의 현이다. 현도는 포르탈레그르 시다.

## 자치단체
포르탈레그르 현은 15개 자치단체로 이뤄져 있다.
- 알테르두샹 (Alter do Chão)
- 아혼시스 (Arronches)
- 아비스 (Avis)
- 캄푸마이오르 (Campo Maior)
- 카스텔루드비드 (Castelo de Vide)
- 크라투 (Crato)
- 엘바스 (Elvas)
- 프론테이라 (Fronteira)
- 가비앙 (Gavião)
- 마르방 (Marvão)
- 몬포르트 (Monforte)
- 니자 (Nisa)
- 폰트드소르 (Ponte de Sôr)
- 포르탈레그르 (Portalegre)
- 소젤 (Sousel)